# Ernst Nagelschmitz
Erns Nagelschmitz (Budapest, 1º maggio 1902 – Monaco di Baviera, 23 maggio 1987) è stato un calciatore tedesco, di ruolo centrocampista.